# Aeronautes
Aeronautes – rodzaj ptaków z podrodziny jerzyków (Apodinae) w rodzinie jerzykowatych (Apodidae).

## Zasięg występowania
Rodzaj obejmuje gatunki występujące w Ameryce.

## Morfologia
Długość ciała 13–18 cm; masa ciała 20–34,2 g.

## Systematyka

### Etymologia
- Aeronautes: gr. αηρ aēr, αερος aeros „powietrze”; ναυτης nautēs „żeglarz”, od ναυς naus, νεως neōs „statek”[5].
- Duidia: Cerro Duida, Amazonas, Wenezuela[6]. Gatunek typowy: Duidia tatei Chapman, 1929[a].

### Podział systematyczny
Do rodzaju należą następujące gatunki:
- Aeronautes saxatalis (Woodhouse, 1853) – aeronauta białogardły
- Aeronautes montivagus (d’Orbigny, 1838) – aeronauta białoplamy
- Aeronautes andecolus (d’Orbigny, 1838) – aeronauta andyjski